# Papowawirusy
Papowawirusy (łac. Papovaviridae) – klasa małych wirusów kwasu dezoksyrybonukleinowego (DNA), z których niektóre mogą potencjalnie powodować raka (np. brodawka ludzka jest wywoływana przez rodzaj papowawirusa, choć bardzo rzadko ulega transformacji złośliwej). Nazwa wywodzi się ze złożenia początkowych liter słów papillomawirusy, poliomawirusy i vacuolating agents (czynniki wakuolizujące), które to wirusy są zaliczane do papowawirusów. Do niedawna grupa Papovaviridae stanowiła takson w randze rodziny, obecnie została rozbita na dwie rodziny: papillomawirusy i poliomawirusy.
Przykładowe wirusy zaliczane do tej grupy to:
- wirus brodawczaka ludzkiego (ang. human papilloma virus, HPV)
- wirus brodawczaka końskiego (ang. equine papillomavirus)
- wirusy brodawczaka bydła (ang. bovine papillomavirus, BPV)
- wirus BK (ang. BK polyomavirus)
- wirus JC (ang. JC polyomavirus)
- SV40 (ang. simian virus 40)[3]